# 早稲田大学短歌会
早稲田大学短歌会(わせだだいがくたんかかい)は、早稲田大学の学生が中心になって創設した短歌会である。「早稲田短歌会」、「わせたん」とも呼ばれる。現会長は、芥川賞・三島賞作家でフランス文学者の堀江敏幸教授（2009年（平成21年）4月より）。前会長は短歌会OBで歌人の佐佐木幸綱名誉教授。

## 概要
早大教授であった窪田空穂の指導の下、学生の都筑省吾、稲森宗太郎らが短歌の勉強会である「水曜会」を結成し、1926年（大正15年）、歌誌「槻の木」を創刊。これが、早稲田大学短歌会の母胎となる。
「槻の木」自体は都筑を主宰とする短歌結社として成長を遂げるが、早大内での学生短歌会は継続され、第2次大戦下においても武川忠一らにより活動は維持された。1951年（昭和26年）、篠弘、来嶋靖生、原田清らが機関誌「早大短歌」を創刊、後に「早稲田短歌」に改名された。
同年、東京大学、東京学芸大学、学習院大学、國學院大學、駒澤大学、共立女子大学などの学生短歌会とともに、大学歌人会を結成。合同歌集『列島』、『青年』などの刊行に参加した。
1962年（昭和37年）、佐佐木幸綱が「早稲田短歌」とは別に、機関誌「27号通信」を発行（27号とは、当時の部室番号）。これにより、学生短歌会としては異例な形で、当時の短歌ジャーナリズムを大きく賑せていた「短歌同人誌運動」の中で注目を浴びた。その後、福島泰樹、三枝昂之らの活動により、大学闘争世代の短歌に影響を与える。
機関誌「早稲田短歌」には、数多くの短歌作品ならびに評論が発表され、その特色は「時代を直視する尖鋭な表現」であるとされる。学園闘争が下火になるに従い、1970年代中盤に一旦休刊したが、1988年（昭和63年）に復刊。現在も歌会や研究会を開き、年刊で「早稲田短歌」の発行を続けている他、各大学短歌会との合同歌会を企画するなど、積極的に短歌活動を推進している。
2000年代においては、「テノヒラタンカ」に参加した天道なお、『短歌ヴァーサス』などで注目された永井祐、五島諭など、「ポスト・ニューウェーブ」の口語短歌歌人の活動の場ともなった。2000年代後半以降、田口綾子、平岡直子、吉田隼人ら、多くの新人賞受賞者を輩出している。

## 主な出身者
- 窪田章一郎（1908年生）
- 武川忠一（1919年生）
- 岩田正（1924年生）
- 橋本喜典（1928年生）
- 石本隆一（1930年生）
- 来嶋靖生（1931年生）
- 篠弘（1933年生）
- 寺山修司（1935年生）
- 小野茂樹（1936年生）
- 佐佐木幸綱（1938年生）
- 小川太郎（1942年生）
- 福島泰樹（1943年生）
- 伊藤一彦（1943年生）
- 前川佐重郎（1943年生）
- 三枝昂之（1944年生）
- 伊藤裕作（1950年生）
- 藤原龍一郎（1952年生）
- 仙波龍英（1952年生）
- 康珍化（1953年生）
- 飯田有子（1968年生）
- 北川草子（1970年生）
- 染野太朗（1977年生）
- 天道なお（1979年生）
- 永井祐（1981年生）
- 五島諭（1981年生）
- 山崎聡子（1982年生）
- 堂園昌彦（1983年生）
- 平岡直子（1984年生）
- 伊波真人（1984年生）
- 瀬戸夏子（1985年生）
- 田口綾子（1986年生）
- 望月裕二郎（1986年生）
- 服部真里子（1987年生）
- 吉田隼人（1989年生）
- 吉田恭大（1989年生）
- 井上法子（1990年生）
- 綾門優季（1991年生）
- 文月悠光（1991年生）
- 山階基（1991年生）
- 佐伯紺（1992年生）
- 武田穂佳（1997年生）